# (613100) 2005 TN74
(613100) 2005 TN74 est un objet transneptunien de la ceinture de Kuiper en résonance 3:5 avec Neptune. Il a été découvert en 2005 par Scott S. Sheppard et Chadwick Trujillo. Avec un albédo estimé à 0.135, il aurait un diamètre estimé à 112 km.

## Orbite
Son aphélie est de 53,3 UA et son périhélie de 32,1 UA. Il tourne autour du Soleil en 279,44 ans. Son inclinaison est de 2,16°. Sa magnitude absolue est de 7,2.

## Compléments